# بيرت كلاي
بيرت كلاي (بالإنجليزية: Bert Clay)‏ هو لاعب كرة قدم أسترالية أسترالي، ولد في 7 مايو 1915 في بنديجو في أستراليا، وتوفي في 30 أبريل 1972.

## وصلات خارجية
- بيرت كلاي على موقع AustralianFootball.com (الإنجليزية)
- بيرت كلاي على موقع AFLtables.com (الإنجليزية)